# Pont-Brocard
Pont-Brocard est une ancienne commune du département de la Manche. En l’an II de la République, elle fusionne avec Dangy.

## Géographie
Le Pont-Brocard est situé au sud de Dangy sur la Soulles.

## Histoire
Sous l'Ancien Régime, la communauté taillable de Dangy et Pont-Brocard était donc composée de deux paroisses. En 1789, les habitants de Pont-Brocard (dix feux) ne rédigèrent pas de cahier de doléances particulier, mais ils durent s'assembler avec ceux de Dangy. Aussi, avec la mise en place des communes, l'ancienne paroisse de Pont-Brocard fut incorporée à la commune de Dangy et Pont-Brocard. Cette double dénomination administrative demeura pendant toute la première moitié du XIXe siècle. Il n'y eut par ailleurs jamais de maire.

### Les Hospitaliers
Le fief et la paroisse de Pont-Brocard ont été donnés, probablement au XIIe siècle, aux Hospitaliers de l'ordre de Saint-Jean de Jérusalem de Villedieu. À la fin du XVIIIe siècle, la seigneurie épiscopale était toujours la possession de l'ordre hospitalier. Le seigneur était le commandeur de Villedieu, qui nommait le curé.
La chapelle de Pont-Brocard faisait partie de la commanderie de Villedieu et la paroisse sous la seigneurie des Hospitaliers[pas clair].

## Démographie
En 1780, Pont-Brocard se composait de quatre bourgeois et de quatre habitants, et en 1782, de cinq à six feux.
| 1793 | - | - | - | - |
| ---- | - | - | - | - |
| -    | - | - | - | - |

## Lieux et monuments

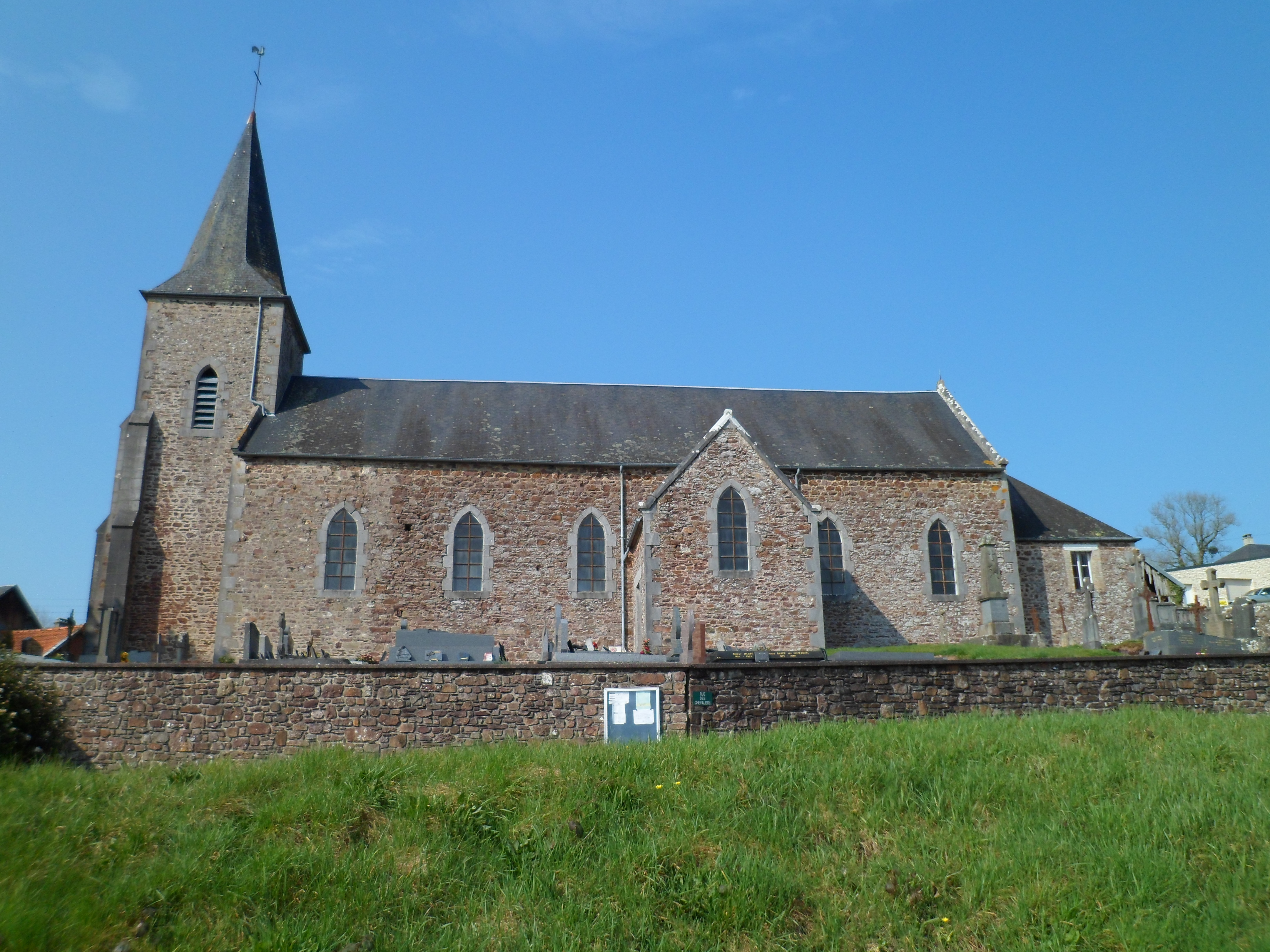
Église Saint-Jean-Baptiste de Pont-Brocard.

- Église Saint-Jean-Baptiste. Ses fonts baptismaux, une coquille creusée dans du bois de pommier, du XVIIe sont classés au titre objet aux monuments historiques[6].